# Lou Massenberg
Lou Massenberg (né le 13 novembre 2000) est un plongeur allemand.

## Carrière
Il remporte avec Tina Punzel le titre du synchronisé mixte lors des championnats d'Europe de 2018 à Édimbourg, deux jours après sa médaille d’argent en plongeon mixte par équipes avec Maria Kurjo.
Aux Championnats d'Europe de plongeon 2019, il est médaillé d'or par équipe et médaillé d'argent en plongeon synchronisé mixte à 3 mètres avec Tina Punzel.
Il est médaillé d'argent en synchronisé mixte à 3 mètres avec Tina Punzel et médaillé de bronze en plongeon par équipes aux Championnats d'Europe de natation 2020 à Budapest.